# 뮌스터노랑이빨캐비
뮌스터노랑이빨캐비(Galea monasteriensis)는 천축서과에 속하는 설치류의 일종이다. 해발 2557m 높이의 볼리비아 안데스산맥에 위치한 발레 에르모소의 단 한 군데에서만 알려져 있다. 실험실 연구를 위해, 1997년 독일 뮌스터에 옮겨진 표본을 통해 종을 확인되고 기재되었다. 뮌스터노랑이빨캐비는 근연종들과의 형태와 습성 그리고 생식 차이에 기초하여 동정되었다. 그러나 야생에서의 습성은 연구된 적이 없다. 커먼노랑이빨캐비 및 스픽스노랑이빨캐비와 달리, 뮌스터노랑이빨캐비의 수컷은 새끼들과 같이 노는 데 참여하거나 다른 개체에 공격성을 보이기 보다는 털 손질에 참여한다. 어미와 새끼가 낯선 환경에 처하게 되면, 어미의 존재는 새끼들 속에서 혈액 코티졸 수치의 증가를 완화시킨다. 그러나 자신의 어미가 아닌 다른 어미와 함께 있으면 같은 일이 관찰되지 않는다. 암수 모두 성적으로나 사회적으로 일자일웅 생활을 한다. 암수 모두 자기 영역을 지키고, 새끼들을 돌본다.